# Keulenberg
Der Keulenberg ist eine markante Erhebung im Nordwestlausitzer Bergland, Westlausitzer Hügel- und Bergland, und trägt deshalb die Bezeichnung Wächter der Westlausitz. Er besteht aus zwei durch einen breiten Sattel getrennte Kuppen – dem Großen mit 413,4 m ü. NHN und dem Kleinen Keulenberg mit 390,1 m ü. NHN.

## Lage und Umgebung
Das Keulenbergmassiv formiert den westlichsten Ausläufer des Westlausitzer Hügel- und Berglands. Es besteht aus dem Großen und Kleinen Keulenberg, dem Hubrigberg (267,4 m), dem Vogelberg (296,4 m) und dem Karschberg (275,3 m). Der Keulenberg stellt in nördlicher Richtung die letzte größere Erhebung bis zur Ostsee dar. Er liegt 6 km südöstlich der Stadt Königsbrück und 6 km nordwestlich des Stadtzentrums von Pulsnitz zwischen den Ortschaften Oberlichtenau, Reichenbach, Reichenau, Gräfenhain, Höckendorf und Großnaundorf. Der Gipfel befindet sich auf dem Gebiet der Stadt Pulsnitz in der Gemarkung Oberlichtenau. Östlich und nördlich fließt die Pulsnitz vorbei.

## Geschichte

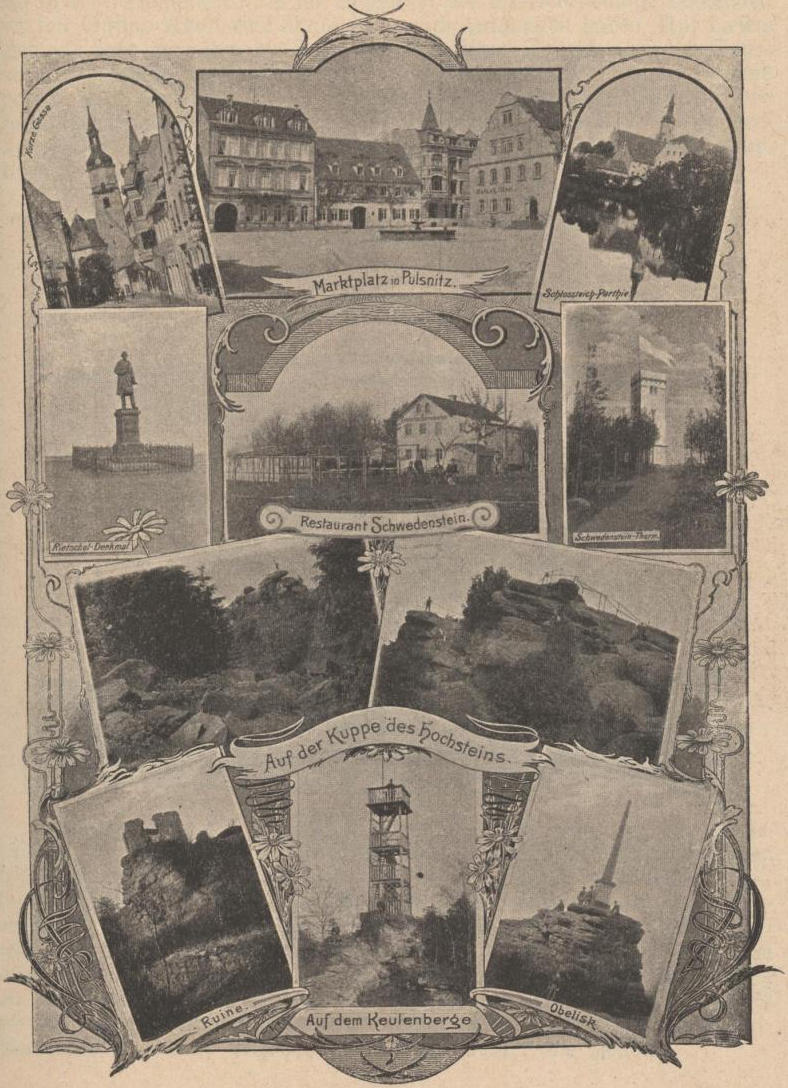
Keulenberg (unten) um 1900

Germanische Stämme nutzten den Keulenberg als Opferstätte. Die ersten Erwähnungen findet sich in der Oberlausitzer Grenzurkunde von 1241 als „mons Radebizk“, auf Deutsch Radewitzberg. Über viele Jahrhunderte galt der Berg als Grenzzeichen zwischen der böhmischen Oberlausitz und dem meißnisch-sächsischen Kernland. Bis ins 13. Jahrhundert gehörte die Flur vermutlich der Pulsnitzer Herrschaft, danach werden die Junker von Schönberg als Eigentümer aufgeführt. Im Meißner Bistumsmatrikel von 1346 steht der Name „Kulenberg“ und der aus Königsbrück gebürtige Pfarrer Johannes Lohde (1618–1699) zu Langhennersdorf schrieb 1647 vom „Kailberg“. Pfarrer Ehrenhaus aus Pulsnitz benutzte 1662 in seinem Buch Drei große Landprediger, der Keulenberg, der Eierberg und der Gückelsberg, die von der Reue, dem Glauben und dem neuen Gehorsam predigen, gemeint sind der Eierberg bei Lichtenberg und der Gickelsberg bei Pulsnitz, erstmals schriftlich den Namen „Keulenberg“. Bei dieser volkstümlichen Bezeichnung sollte es bis heute bleiben.
Um 1720 erwarb der Rittergutsbesitzer Christian Gottlieb von Holtzendorff das Gelände. 1733 ließ seine Gemahlin Friedericke Sophie von Holtzendorff, Schlossherrin von Oberlichtenau, ein Berghäuschen errichten. Das auch Jagdschlösschen genannte Gebäude war sechseckig, aus Granit und Ziegeln, zweistöckig und ohne Dach etwa 20 Fuß hoch. Jährlich am 2. Juli (Mariä Heimsuchung) fanden Volks- und Schützenfeste statt, wofür die Herrschaften einen Silberpokal stifteten. Am 18. Dezember 1833 riss ein schwerer Sturm mit Orkanböen das Dach und das obere Stockwerk herab. Die Ruine ist noch heute auf der nordwestlichen Felskuppe zu sehen.
Während des Siebenjährigen Kriegs hielt Friedrich II. von Preußen (1712–1786) hier 1760 Kriegsrat ab. Ein Knecht aus Reichenau musste als Führer für ihn und sein Gefolge dienen. Zunächst hielt er den Preußenkönig für einen Offizier. Als er seinen Irrtum erkannte und erschrocken zurücktrat, sprach der Alte Fritz zu ihm: „Bleib er hier. Er kann alles Hören. Er wird doch nicht Krieg gegen mich machen.“ Während seines Studiums weilte 1809 Theodor Körner (1791–1813) auf dem Berg. Anlässlich des 50-jährigen Thronjubiläums König Friedrich August I. von Sachsen (1750–1827) im Jahr 1818 wurde am 18. September 1818 auf dem „Keilberg“ ein Jubelfest veranstaltet und der August-Obelisk aufgestellt. Die initiierte Umbenennung in Augustusberg konnte sich langfristig nicht durchsetzen. Bereits zu diesem Zeitpunkt existierte ein Keulenbergverein. Am 10. September 1899 kam ein Bismarckdenkmal hinzu. 1948 stürzten SED-Genossen die Denkmäler. Otto von Bismarck und der Wettiner kehrten 1992 bzw. 1994 auf ihre Sockel zurück.
1862 ließ Ferdinand Bürger ein einstöckiges Berggasthaus erbauen, das 1866 abbrannte. In diesem Jahr wurde ein 7 m tiefer Brunnen in den Felsen geteuft. 1868 errichtete Ferdinand Bürger die zweite Keulenbergbaude, die 1889 aufgestockt und mit einem kleinen Saal versehen wurde. 1907 folgte eine weitere Vergrößerung. 1945 wurde die geschlossene Berggaststätte geplündert. Am 24. April 1962 fand der letzte Ausschank in den Gasträumen statt, Werner Krolikowski (1928–2016), Erster Sekretär der SED-Bezirksleitung beschlagnahmte das Gebäude und machte daraus ein Fest- und Jagddomizil. 1966 stellte die Partei diese Nutzung ein und der Verfall der Bausubstanz begann. Am 1. Februar 1990 bekam die Gemeinde das Grundstück der ehemaligen Baude zugesprochen, am 25. März 1990 erfolgte der Abriss. Als Übergangslösung diente ab dem 28. November 1990 das vormalige Wirtschaftsgebäude. Von Juni 2010 bis Ende 2011 stand den Gipfelbesuchern zwischenzeitlich die Berggaststätte wieder zur Verfügung, seit Saisonbeginn 2012 zumindest samstags, sonntags und feiertags ein Außenimbiss. Seit Juni 2010 hat auch die auf dem Gipfel befindliche Pension wieder ihre Pforten geöffnet.
Im Rahmen der königlich-sächsischen Triangulation war der Keulenberg Station 10 des Netzes 1. Ordnung. Bauführer Helmert errichtete im August 1864 auf dem höchsten Punkt des Gipfels die entsprechende Vermessungssäule für 818 Mark. Kleinere Quader aus Kamenzer Granit sind ziegelmauerartig in 13 Schichten gestapelt und werden durch Metallklammern verbunden. Der 0,1 m tief gegründete, 5,0 m hohe Pfeiler ist quadratisch, verjüngt sich nach oben und ist an der Spitze 49 cm breit. Die in einem Querquader flächig vertiefte Originalinschrift ist gut zu lesen und lautet: Station / „Keulenberg“ / der Mitteleuropäischen / Gradmessung. / K. Sachsen / 1864.
Ein 1890 aufgestelltes hölzernes Vermessungsgerüst diente auch als Aussichtsturm, wurde 1901 in einem Sturm zerstört und im selben Jahr durch einen Neubau ersetzt. 1920 musste die Holzkonstruktion wegen Baufälligkeit gesperrt und 1925 schließlich abgetragen werden. Am 10. Mai 1925 wurde der eiserne Nachfolger eingeweiht. 1987 erneuerte der Gräfenhainer Schmied Großmann im Auftrag der Zollverwaltung die Beläge und Treppen. Der Aussichtsturm umschließt die Vermessungssäule. 1936 entstand aus etwa 130 Festmeter Holz ein 64 m hoher Vermessungsturm 1. Ordnung. Der hölzerne Nachfolgebau von 1954 war 54 m hoch und wurde 1968 wegen Baufälligkeit gesprengt.
Die Luftwaffe ließ 1939 auf dem Keulenberg die „Funküberwachungsstelle Ost“ errichten, die abschließenden Arbeiten führten Kriegsgefangene aus. 1945 wurden die Funktürme abgerissen. Die Funkgebäude blieben aber erhalten und wurden ab 1948 als SED-Kreisparteischule genutzt, ab 1949 als erstes Kreis-Kinder-Erholungsheim und ab 1950 als Sozialheim für geistig und körperlich Behinderte. 1953 baute das Sachsenwerk Radeberg einen Doppelturm für erste Fernsehversuche. 1961 ließ das Ministerium des Innern das Sozialheim räumen, die Gebäude übernahm die Volkspolizei für Schulungszwecke und verließ sie 1985 wieder wegen ihres desolaten Zustands. Von 1986 bis zum 31. März 1990 führte hier die Zollverwaltung Schulungen durch. 1991 entstand im Auftrag der Deutschen Telekom ein neuer Fernsehturm.
1955 erklang zum Keulenbergfest erstmals das „Keulenberglied“ von Herbert Kirfe. Ab 1962 war den DDR-Bürgern das Betreten des Keulenberggipfels verboten, nur den „bewaffneten Organen“ wurde der Zutritt gestattet. Um die Regelung durchzusetzen, wurde ein Zaun errichtet, der 1986 erhöht wurde. Der Unmut über die Sperrung wuchs im Laufe der Jahrzehnte. Am 12. November 1989 konnte unter den Mottos „Ein freies Volk für einen freien Berg“ und der „Keulenberg gehört dem Volke“ der Zugang zurückerlangt werden. 1991 wurde die Tradition der Berg- und Schützenfeste wiederbelebt. 2014 löste sich der Keulenbergverein mangels Nachwuchs auf.

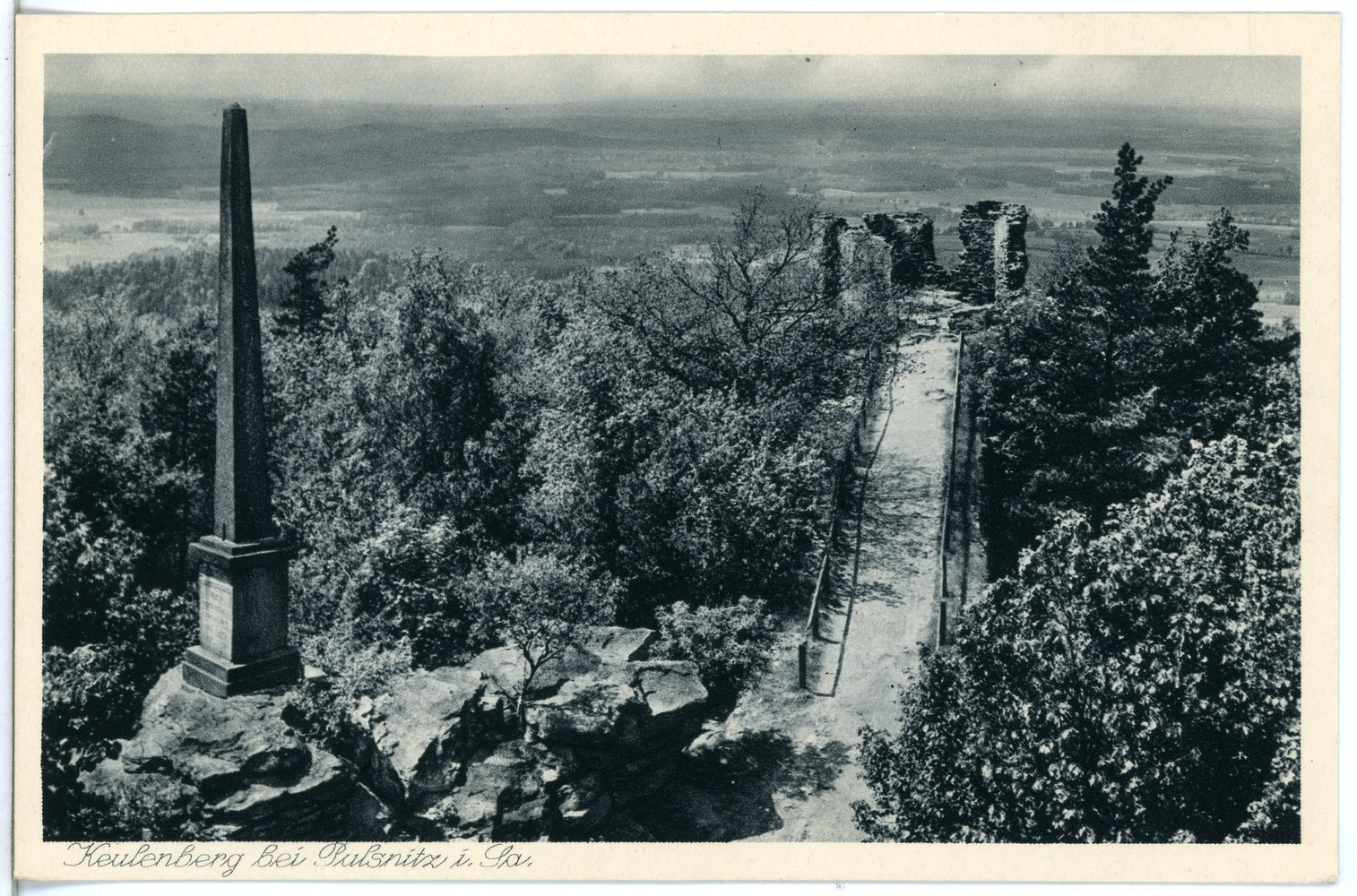
Historische Ansicht (um 1930) mit der Ruine des Bergschlösschens und dem Augustobelisk
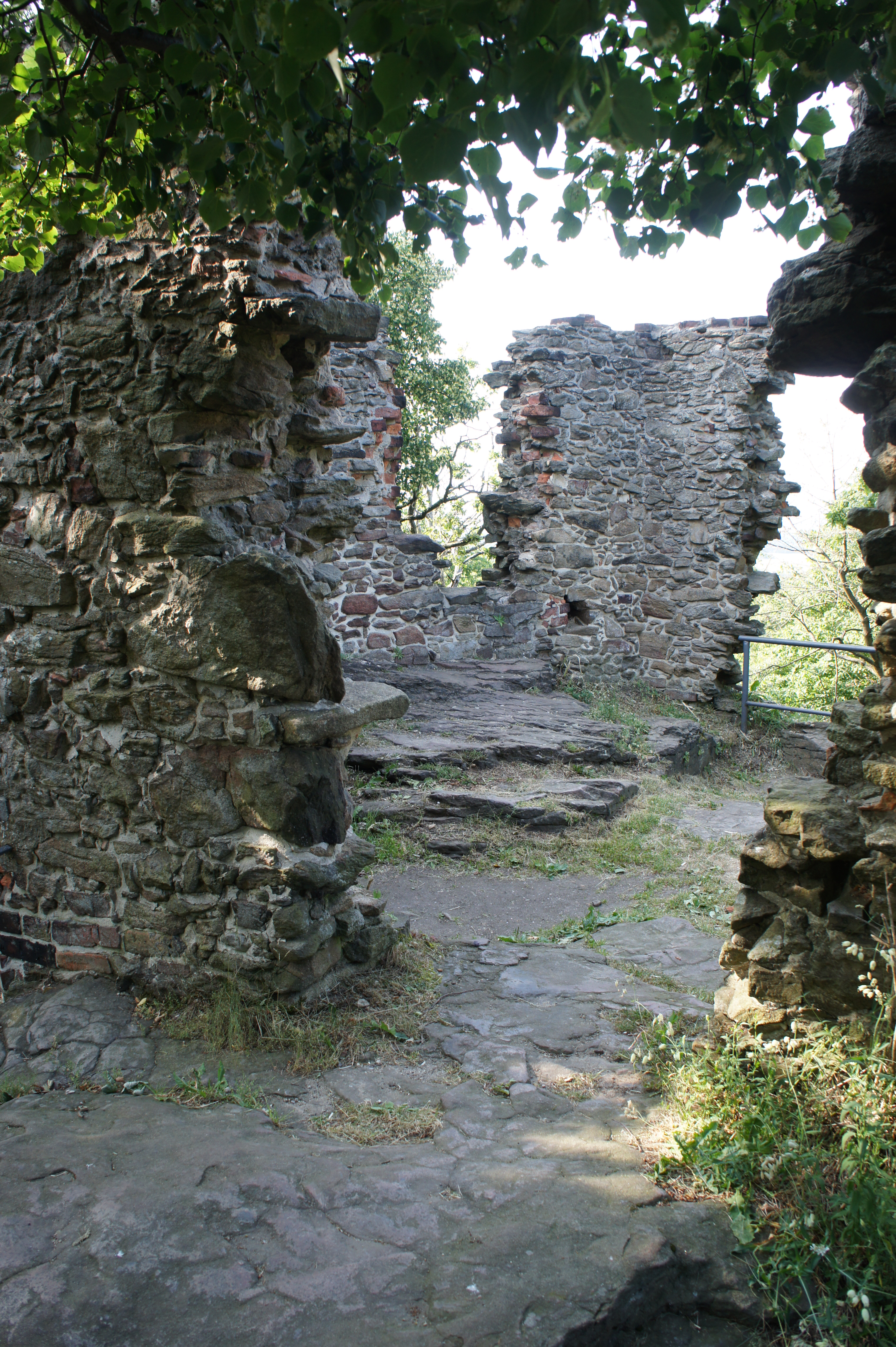
Ruine des Bergschlösschens
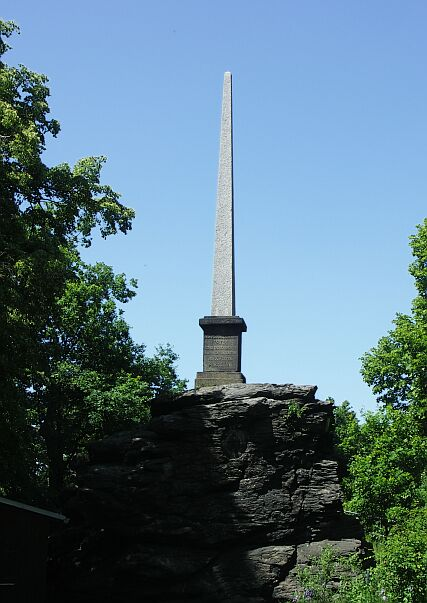
Augustobelisk
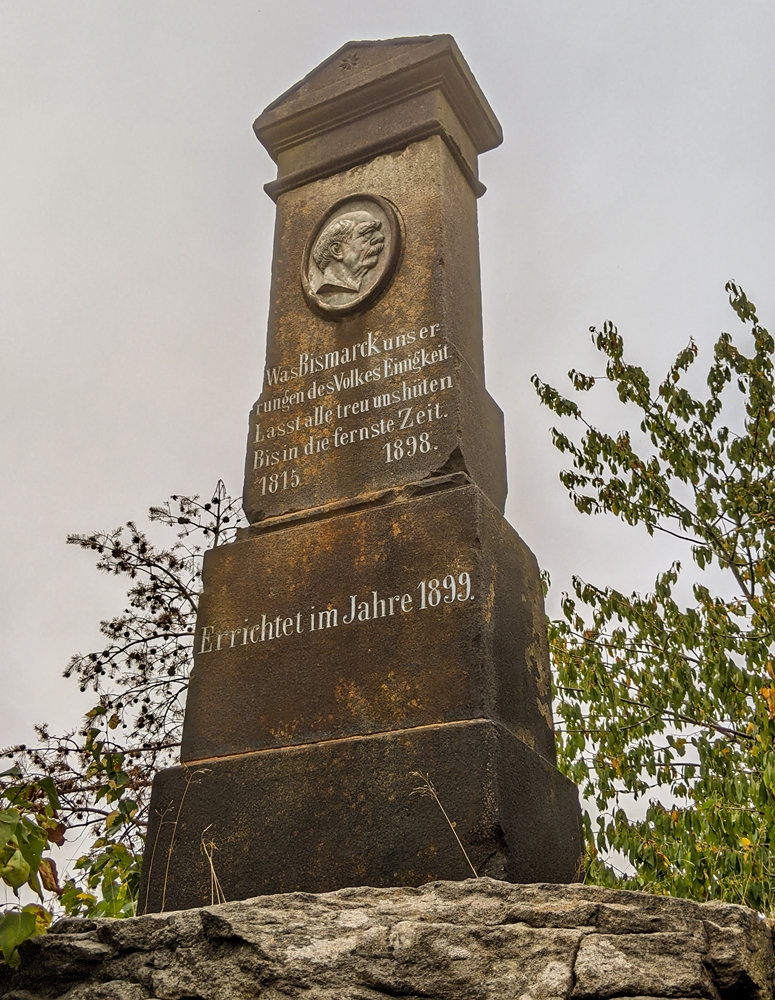
Bismarckdenkmal
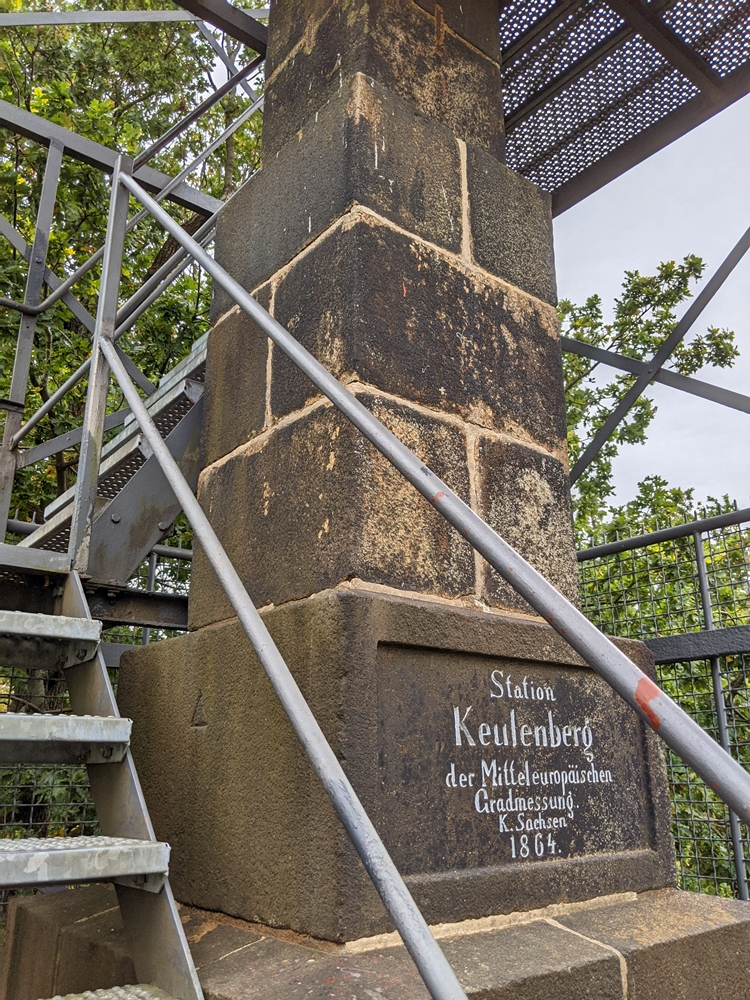
Vermessungssäule der Königlich-Sächsische Triangulirung
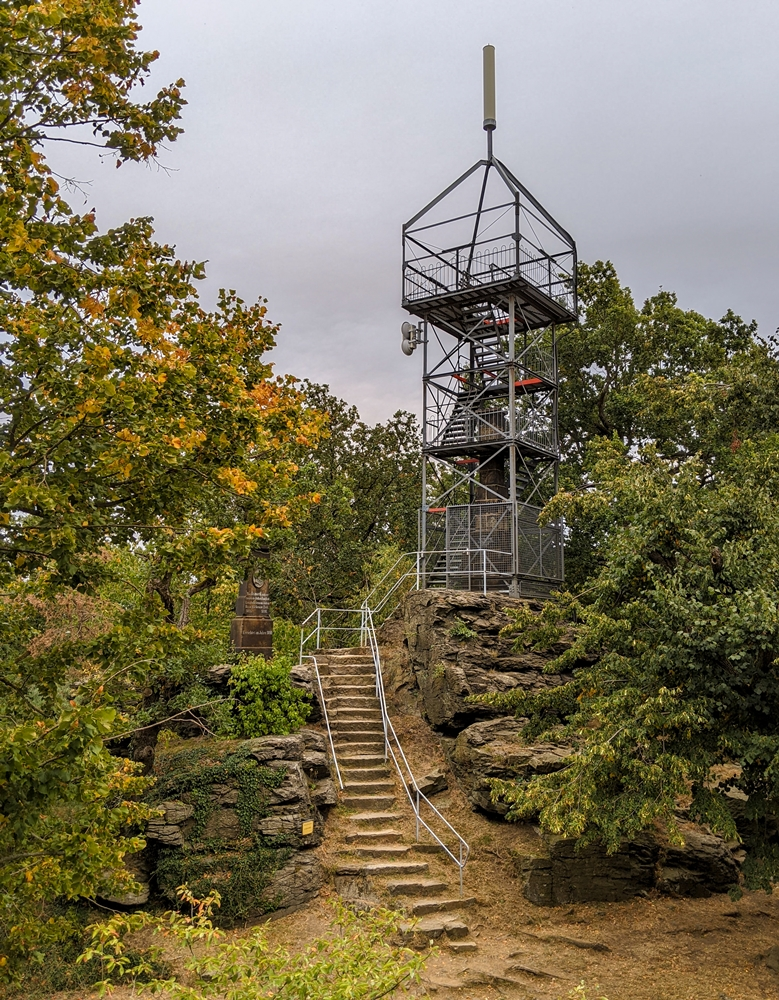
Aussichtsturm
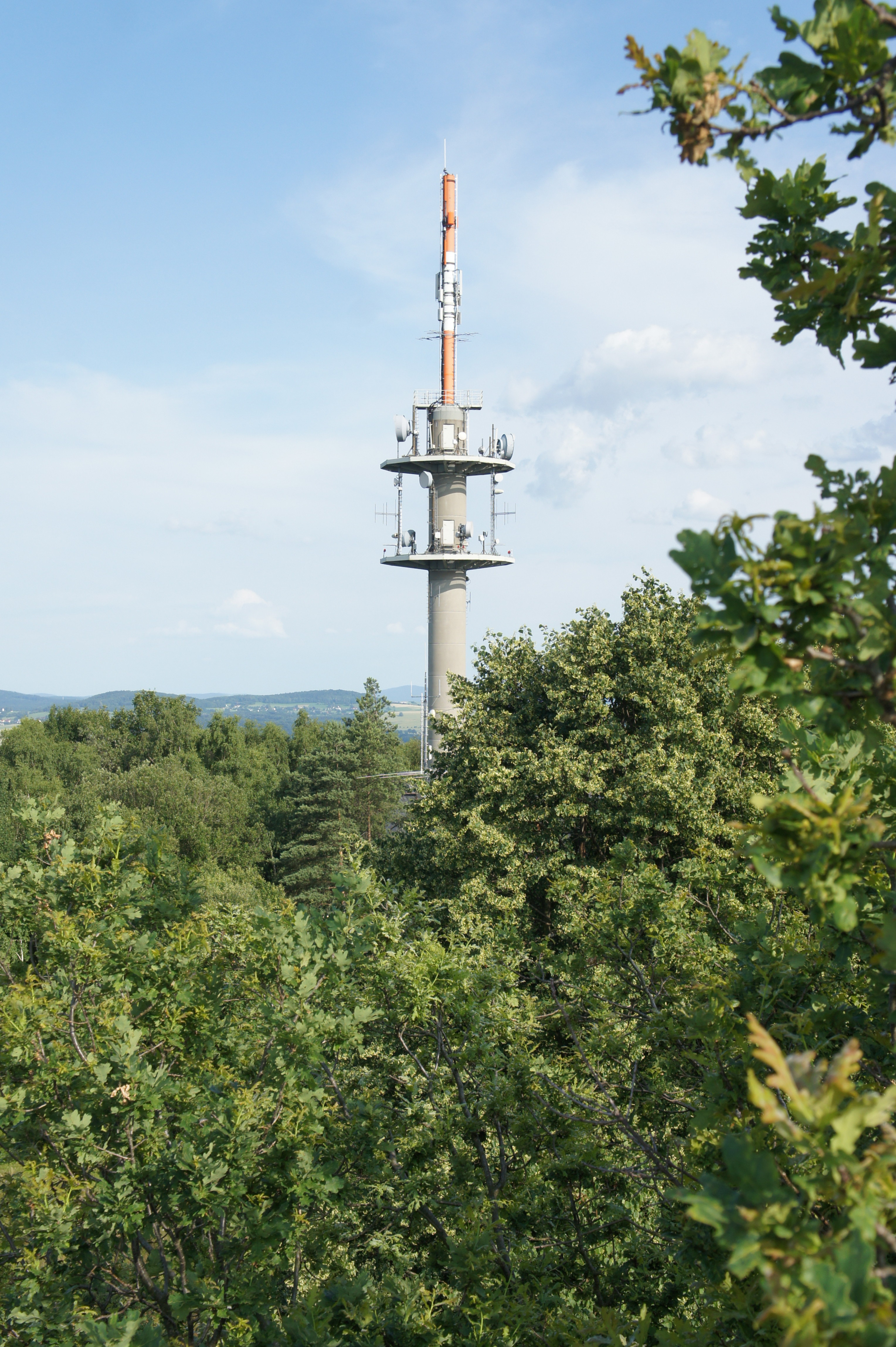
Fernsehturm

## Sagen
Um die Erhebung ranken sich zahlreiche Sagen vom Bergmännchen, Riesen, Nixen, Kobolden und anderen Gestalten. Sie sollen in den Wäldern und Felsklippen gehaust haben. So berichtet die Sage „Die Riesensteine in der Nassau“ von einer Riesenfamilie auf dem Keulenberg, die mit einer anderen Riesenfamilie auf dem Oschatzer Kulmberg in Händel lebte und sich gegenseitig mit riesigen Tannen und Steinwacken bewarf. Je ein Jüngling der Familie überragte die anderen in Größe und Schönheit und liebte die anmutige Tochter des Fürsten des Elbgaus. Bila erwiderte diese Zuneigung aber nicht. Als die Riesensöhne beim Vater um deren Hand anhielten, antwortete dieser ausweichend, sie mögen dieselbe erst zu verdienen versuchen. Unterdes gewann ein anderer das Herz der Jungfrau und zwar ein armer Hirte, der die Schafe des Fürsten an den sonnigen Hängen des Golkgebirges hütete. Die Prinzessin schlief am dort sprudelnden Gaserbach, als der Jüngling eine giftige Schlange erschlug, die sie gerade beißen wollte. Die von eben jenem Jüngling träumende Bila schreckte aus dem Schlummer auf, gewahr in ihm ihren Retter und versprach ihm voller Dankbarkeit Herz und Hand. Das junge Glück blieb den Riesen aber nicht lange verborgen. Eines Tages bemerkten sie ein Stelldichein von Bila und dem Hirten am Nassaubach und schleuderten beide von ihrem Berg aus gewaltige Steinblöcke auf ihn. Er blieb aber unversehrt, weil er fromm und gut war und deshalb unter dem Schutz der Götter stand. Als der Fürst von dem Begebnis erfuhr, nahm er den Hirten als Eidmann an und errichtete auf einem dieser Steine zum Dank für den göttlichen Beistand eine Opferstätte. Der Stein ist noch heute unterhalb von Zadel auf Golkers Revier zu sehen, heißt amtlich Gose und im Volksmund Riesenstein. Ein zweiter Riesenstein am Ufer der Nassau zeugt vom grimmigen Kampf der zwei Riesen, der entbrannte, als sie erkannten, dass die schöne Bila für sie verloren war, wobei der Sieger den Verlierer nur kurze Zeit überlebte.

## Geologie

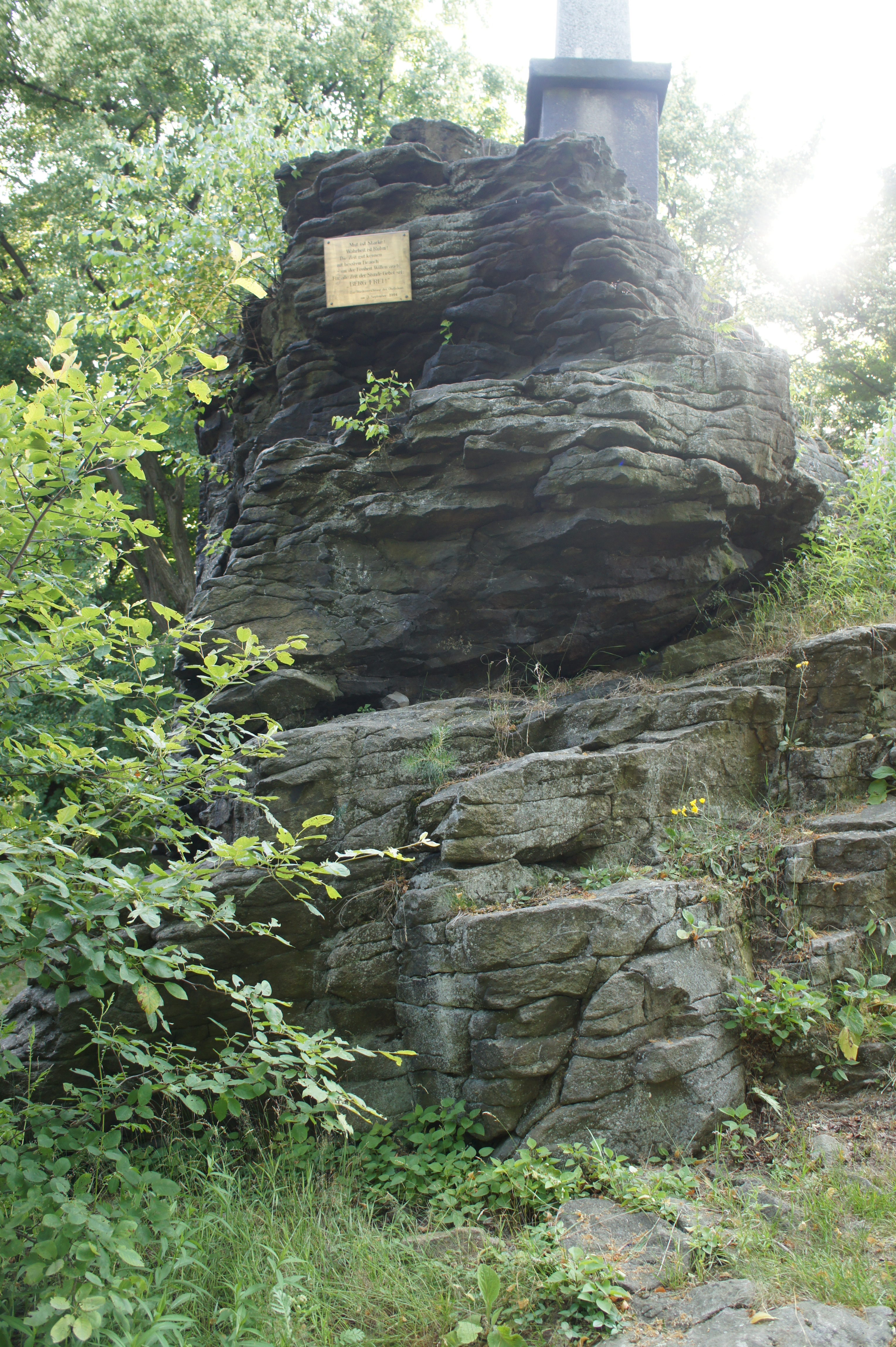
Felsklippe auf dem Keulenberg mit Tafel zur Wiedererrichtung des Obelisken 1994.

Das Keulenbergmassiv entstand im Kambrium und besteht hauptsächlich aus Zweiglimmergranodiorit (ein Anatexit). Die bis zu 15 m hohen freistehenden Gipfelklippen zeigen eine prägnante Wollsackverwitterung. Die nordische Inlandsvereisung überformte die Erhebungen grundlegend und schuf z. B. den steilen Nordwesthang des Großen Keulenbergs. Während der beiden Elster-Kaltzeiten (Elster-1- und Elster-2-Stadium) schauten lediglich die höchsten Gipfel als Nunataks aus dem Gletscher heraus. Die zu dieser Zeit beginnende intensive Frostverwitterung setzte sich in der Saale- und Weichsel-Kaltzeit fort, als der Bereich im Periglazialgebiet lag. Das Ergebnis sind die ausgedehnten Blockschuttmassen. In der nordwestlichen und westlichen Flanke löst Biotit-Granodiorit das Gestein ab. An ersterer Stelle wurde in Steinbrüchen „Lausitzer Granit“ abgebaut. Das Deckgebirge im Massiv bestand einst flächig aus Grauwacke. Diese wurde im Unterbereich bei der Umkristallisation in Granodiorit alteriert und im Oberbereich erodiert. Die Geologie des Keulenbergs und seines Umfelds wurde bereits 1769 durch Christian Friedrich Schulze, 1780 durch Johann Friedrich Wilhelm von Charpentier und 1785 durch Nathanael Gottfried Leske beschrieben. Berichte von Goldfunden verwies schon Ersterer ins Reich der Mythen.

## Flora und Fauna
Mit Ausnahme des teilbestockten Karschbergs sind alle Anhöhen des Keulenbergmassivs dicht bewaldet und bilden eine geschlossene Waldfläche. Dieser Bewuchs ist erst seit dem 17. Jahrhundert nachweisbar. Zuvor zogen sich bis dicht unter den Gipfel Ackerflächen, so ist auf alten Landkarten von Matthias Oeder († 1614) „Feldt drofen“ vermerkt. Ein Zeugnis dieser Nutzung sind die vielen Steinwälle, die als Flur-, Feld- und Pferchbegrenzungen dienten. Der Keulenberggipfel steht seit 1938 als Flächennaturdenkmal unter Schutz. Die hiesigen Vorkommen an Echter Arnika (Arnica montana) und Langblättrigem Sonnentau (Drosera anglica) gelten aber als erloschen.

## Tourismus
Die Erhebung ist seit Jahrhunderten ein beliebtes Ausflugsziel und wurde durch viele bedeutende Persönlichkeiten bestiegen. Von Adrian Ludwig Richter (1803–1884) existieren einige Kupferstiche mit Motiven des Großen Keulenbergs. Mehrere markierte Wanderwege und der am Schlosspark Oberlichtenau beginnende Lehrpfad führen auf ihn hinauf. Der Gipfel und der Aussichtsturm entlohnen die Mühe mit einem weiten Rundblick über die angrenzenden Gebirge, die Laußnitzer Heide, das Oberlausitzer Heide- und Teichgebiet und bis hinein nach Brandenburg. Weitere Sehenswürdigkeiten sind die Ruine eines Jagdschlösschens, eine historische Vermessungssäule, der Augustobelisk und ein Bismarckdenkmal. Seit August 2015 ist der Imbiss geschlossen und die ehemalige Gaststätte einschließlich Sanitärgebäude sind im Besitz eines neuen Eigentümers.
| Osten  | Spitzberg bei Brauna, Breitenberg bei Schwosdorf, Kraftwerk Boxberg, Häslich, Walberg bei Lückersdorf, Kamenzer Hutberg, Gikkelsberg, Schwedenstein, Czorneboh, Schwarzenberg bei Elstra, Pulsnitz, Kindischer Hochstein, Kottmar, Valtenberg, Lausche         |
| Süden  | Großröhrsdorf, Eierberg bei Lichtenberg, Großer Winterberg, Großer Zschirnstein, Děčíner Fernsehturm, Hoher Schneeberg, Festung Königstein, Mückentürmchen, Lugberg, Dresdner Fernsehturm, Radeberg, Mittelbach, Lichtenberg, Kleindittmannsdorf, Großnaundorf |
| Westen | Turmberg bei Frauenstein, Türme des Meißner Doms, Halsbrücker Esse, Türme von Dresden, Lomnitz, Collmberg bei Oschatz, Riesa, Großenhain, Moritzburg, Gräfenhain, Königsbrück, Laußnitz, Vorderer und Hinterer Buchberg in der Laußnitzer Heide, Höckendorf    |
| Norden | Schwepnitz, Koitzsch (Ortsteil von Neukirch), Reichenau, Reichenbach, Schwarzheide, Ruhland, Lautawerk, Senftenberg, Spremberg, Straßgräbchen, Oßling, Wittichenau, Hoyerswerda                                                                                |